# Emblema nacional de Laos
El emblema nacional de Laos, se basa en el emblema que adoptó la República Democrática Popular de Laos en 1975, en sustitución del tradicional escudo monárquico centrado por la figura de los elefantes y los parasoles.
El emblema, de corte socialista, tenía la estrella roja y la hoz y el martillo, elementos característicos comunistas que fueron sustituidos en 1991 por el templo de Pha That Luang (en español: Gran Estupa), considerado un símbolo nacional.
El emblema actual, de forma redonda, contiene el templo mencionado sobre un paisaje formado por una represa hidroeléctrica (la de Nam Ngun), una carretera, un bosque y un campo de arroz; en la parte inferior hay una rueda dentada. El emblema está rodeado por unas espigas de arroz en forma de corona, con una cinta roja en la parte inferior donde está escrito el nombre oficial del estado, «República Democrática Popular Lao» en laosiano (ສາທາລະນະລັດ ປະຊາທິປະໄຕ ປະຊາຊົນລາວ) y más arriba, a ambos lados, el lema nacional: a la izquierda, «Paz, Independencia, Democracia» (ສັນຕິພາບ ເອກະລາດ ປະຊາທິປະໄຕ) y, a la derecha, «Unidad y Prosperidad» (ເອກະພາບ ວັດຖະນາຖາວອນ).

## Galería de escudos

Escudo de armas del Reino de Laos (1949-1975)
Escudo de armas del Gobierno Real de Laos en el Exilio (1975)
Escudo de armas de la República Democrática Popular de Laos (1975-1991)
Emblema del Ministerio de Agricultura y Selvicultura de Laos